# Imagine
«Imagine» (укр. Уяви́) — пісня Джона Леннона з однойменного альбому (1971), у якій Леннон виклав свої утопічні погляди й думки щодо того, який повинен бути світ. Автор жартівливо називав її «справжнім комуністичним маніфестом».
Хоча в чартах США й Великої Британії ця пісня не піднімалася вище 3-го місця, вона стала візитівкою Леннона. Як помітив екс-президент США Джиммі Картер: «У багатьох країнах в усьому світі — ми із дружиною були майже в 125-ти — можна почути пісню Джона Леннона „Imagine“ майже так само часто, як національні гімни.»
В 1980 році, після смерті Леннона, «Imagine» була перевидана у Великій Британії й посіла перше місце в хіт-парадах. Ця пісня потрапила до списку 500 найкращих пісень усіх часів за версією журналу Rolling Stone (де посіла 3 місце). Професійне американське видання «Performing Songwriter» назвало «Imagine» «найкращою композицією всіх часів і народів».
Ліверпульский аеропорт, названий іменем Джона Леннона, має логотип із автопортретом Леннона та надписом: «Above us only sky» («Над нами тільки небо»). Цей рядок — цитата з пісні «Imagine».

## Цікаві факти
- «Imagine» була заборонена до виконання в школі ім. Святого Леонарда (Ексетер, графство Девон, Велика Британія). Директор школи Джефф Вільямс вважав, що пісня, яка містить в собі антирелігійні рядки «Уяви собі, що раю немає <…> і релігії теж немає»(англ. «Imagine there's no Heaven<...>and no religion too»), неприйнятна для виконання учнями церковної школи.
- Пісня використовується в фіналі мульфільму «Урок[4]» 1987 року виробництва кіностудії Вірменфільм. Також є титри тексту пісні англійською та вірменською або російською мовою, в залежності від мови мультфільму.